# Nuoto ai XIII Giochi paralimpici estivi - 50 m stile libero maschili S8

## Record
Prima di questa competizione, il record del mondo (WR) e il record paraolimpico (OR) erano i seguenti.
|  | 26.83 | Wang Xiaofu Cina | 7 dicembre 2006 Durban, Sudafrica |
|  | 26.83 | Wang Xiaofu Cina | 14 settembre 2008 Pechino, Cina   |

## Medaglie
| Posizione | Atleta             | Paese     | Tempo | Note |
| --------- | ------------------ | --------- | ----- | ---- |
|           | Wang Xiaofu        | Cina      | 26.45 | WR   |
|           | Leek Peter         | Australia | 26.89 |      |
|           | Lisenkov Kostantin | Russia    | 27.18 |      |